# Брал
Брал (фр. Brasles) насеље је и општина у североисточној Француској у региону Пикардија, у департману Ен (Пикардија) која припада префектури Шато Тјери.
По подацима из 2011. године у општини је живело 1.355 становника, а густина насељености је износила 181,88 становника/km². Општина се простире на површини од 7,45 km². Налази се на средњој надморској висини од 68 метара (максималној 214 m, а минималној 61 m).

## Демографија
| 1962. | 1968. | 1975. | 1982. | 1990. | 1999. | 2011. |
| ----- | ----- | ----- | ----- | ----- | ----- | ----- |
| 914   | 1.031 | 1.005 | 1.208 | 1.206 | 1.236 | 1.355 |

График промене броја становника у току последњих година